# جون إكلوند (سياسي)
جون إكلوند (بالسويدية: Sigvard Eklund)‏ هو دبلوماسي وسياسي سويدي، ولد في 19 يونيو 1911 في كيرونا في السويد، وتوفي في 30 يناير 2000 في فيينا في النمسا.

## روابط خارجية
- جون إكلوند على موقع مونزينجر (الألمانية)